# Путерброт, Александра Терентьевна
Алекса́ндра Тере́нтьевна Путербро́т (Ду́рова) (1914—2000) — советский журналист и писатель. Корреспондент ТАСС в Дагестане (1944—1971), занималась сбором документов о дагестанцах — участниках Великой Отечественной войны, автор сборника «Боевая слава Дагестана» (1988), многочисленных статей о подвигах дагестанцев во время войны в союзных и дагестанских газетах.

## Биография
Родилась в апреле 1914 года в селе Колывань Томского уезда Томской губернии (ныне Колыванского района Новосибирской области) в семье рабочего-слесаря Терентия Семёновича Дурова. Мать работала медицинской сестрой. Когда Саше было 5 лет, мать умерла от тифа. В 1922 году девочка поступила в колыванскую школу.
Учась в школе, а затем и работая в комсомоле (с 1930 года была направлена на курсы комсомольских работников), Александра Терентьевна публиковалась в областных и городской газете «Юный Ленинец», «Большевистская смена» и «Красный шахтёр». В 1930—1932 годах работала заведующей бюро Юных Пионеров Колыванского РК ВЛКСМ, секретарем-методистом дома ДКД (Деткомдвижения) и Сиббюро Юных Пионеров, литературным работником и диктором в радиогазете «Врубовка».
С 1932 года А. Т. Путерброт работала в течение года в газете «Тихоокеанский комсомолец» города Хабаровска, затем переехала в город Ростов-на-Дону: в 1933—1934 годах — на комсомольской работе, в 1935—1939 годах — в редакции газеты «Ленинские внучата».
В 1939 году была направлена в Дагестан, где продолжила свою трудовую деятельность в должности заведующей отделом культуры и образования редакции газеты «Комсомолец Дагестана». Вышла замуж за Моисея (Вила) Зиновьевича Путерброта, директор Даггосфилармонии. В 1940 году в семье родился сын Эдуард, будущий художник.
В 1941—1943 годах — заведующая отделом комсомольской жизни редакции газеты «Дагестанская правда»; в 1943—1944 годах — ответственный секретарь Комиссии по истории Отечественной войны при Дагобкоме ВКП (б), затем инструктор отдела пропаганды и агитации Дагобкома ВКП (б). В годы Великой Отечественной войны она начала собирать материалы о дагестанцах — участниках войны, разыскивала воинов в госпиталях, в послевоенные годы отправляла запросы в военные части, изучала семейные архивы, вела переписку с воинами-дагестанцами.
С 1944 по 1971 год А. Т. Путерброт работала корреспондентом ТАСС в Дагестане, а поисковая работа по воинам-дагестанцам стала её основной задачей. Опубликовала множество статей, очерков, книг и сборников о героях-дагестанцах: «Дагестанцы в боях за Родину», «Боевая слава Дагестана», «Вести с войны», «Из плеяды отважных», «Отважные сыны гор», «Дагестанцы-Герои Советского Союза», «Горцы-солдаты России», «О мужестве, доблести, славе» и др.
В 1955 году закончила Дагестанский педагогический институт по специальности учитель начальной школы, учитель истории.
С 1971 года — на пенсии. В 1993 году, после гибели сына, уехала из Дагестана, передав свой архив, документы и фотографии в дар Магомедрасулу Магомедрасулову, директору Аварского музыкально-драматического театра в Махачкале. Часть её материалов была позднее передана в Музей боевой славы Махачкалы, остальные материалы впервые экспонировались в 2015 году на выставка «Неизвестная война» в Махачкале, посвящённая 70-летию Победы в Великой Отечественной войне.
Умерла 30 марта 2000 года в Москве. Семья Александры Путерброт ныне проживает в США.

## Награды и звания
- шесть Почётных грамот Президиума Верховного Совета ДАССР;
- медаль «За доблестный труд в Великой Отечественной войне 1941—1945 гг.»;
- медаль «В ознаменование 100-летия со дня рождения Владимира Ильича Ленина»;
- Заслуженный работник культуры ДАССР[1].

## Память
В 2020 году на доме № 2 по проспекту Ленина в Махачкале, в котором проживали Путерброт М. З., Путерброт А. Т., Путерброт Э. М., в их память была установлена мемориальная плита.